# كيتي كريستنسن
كيتي كريستنسن (بالإنجليزية: Kayte Christensen)‏ مواليد 16 نوفمبر 1980 في ليكفيو، هي لاعبة كرة سلة أمريكية معتزلة بدأت مسيرتها الاحترافية في سنة 2002. تم اختيارها من قبل فريق فينيكس ميركوري خلال الدرافت. يبلغ طولها 6 قدم 2 بوصة (1.9 م). اعتزلت اللعب في 2008.

## المسيرة الاحترافية
لعبت مع فينيكس ميركوري من سنة 2002 إلى 2005، ثم لعبت مع هيوستن كومتز في سنة 2006، ثم لعبت مع فينيكس ميركوري في سنة 2006، ثم لعبت مع شيكاغو سكاي في موسم 2007–2008.

## روابط خارجية
- كيتي كريستنسن على موقع الاتحاد الوطني لكرة السلة النسائية (الإنجليزية)
- كيتي كريستنسن على موقع كرة السلة الأوروبية.كوم (الإنجليزية)
- كيتي كريستنسن على موقع كلية كرة السلة في سبورتس رفرنس.كوم (الإنجليزية)
- كيتي كريستنسن على موقع بروبوليرز (الإنجليزية)
- كيتي كريستنسن على موقع سبورتس رفرنس (الإنجليزية)